# Theater Forum Schwechat
Koordinaten: 48° 8′ 16,8″ N, 16° 28′ 39,1″ O
Das Theater Forum Schwechat ist ein regelmäßig bespieltes Theater in Schwechat, Niederösterreich mit 140 Sitzplätzen.

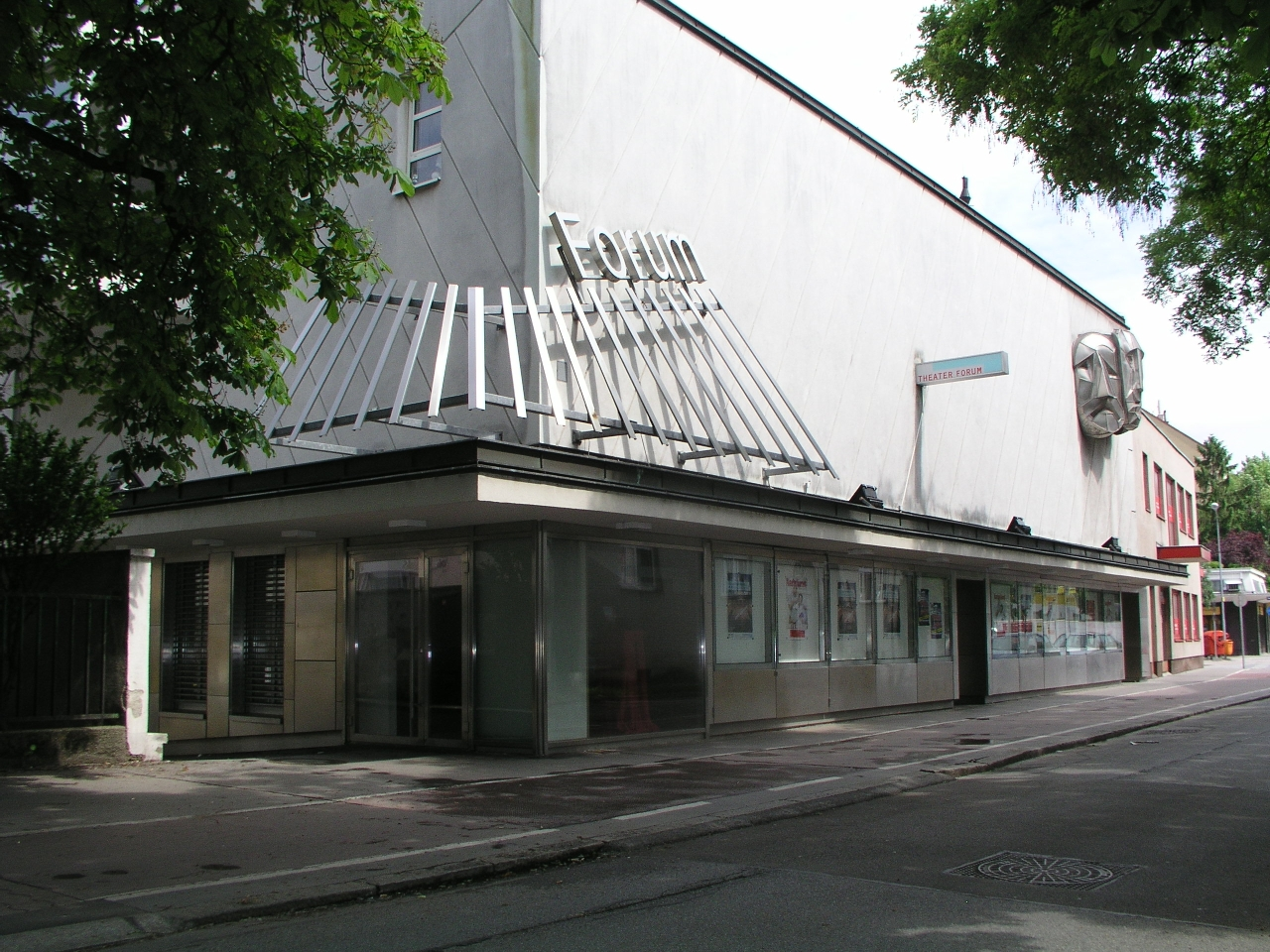
Das Theater Forum in Schwechat

## Geschichte
Das Gebäude wurde als Kino vom Schwechater Unternehmer Franz Kolba (1921–1991) erbaut und im März 1963 als Elite - Kino eröffnet. Aufgrund abnehmender Besucherzahlen wurde das Kino im April 1985 geschlossen. Im Jahre 1988 wurde das leer stehende Gebäude in der Ehrenbrunngasse von der Stadtgemeinde Schwechat aufgekauft und aufwändig zu einem Veranstaltungsort umgebaut und als „Forum Schwechat“ durch die neugegründete „Forum Schwechat Betriebsgesellschaft m.b.H.“ am 30. November 1991 wiedereröffnet. Bis zum Jahr 2000 wurden Gastspiele vor allem aus den Bereichen Kleinkunst und Kabarett gezeigt, aber auch fallweise Kino und Theater veranstaltet. Am 14. August 2010 wurde das Theater durch lang anhaltende starke Regenfälle schwer beschädigt und musste umfassend renoviert werden.
Mit 1. Juli 2016 wird im Theater Forum Schwechat eine neue Doppelführung installiert. Die künstlerische Leitung übernimmt Manuela Seidl und die kaufmännische Leitung Daniel Truttmann.

## Zielsetzung und Spielplan
Von 2001 bis 2016 wurde unter der Intendanz von Johannes C. Hoflehner die Bühne mit dem Schwerpunkt Sprechtheater unter dem konkreteren Namen Theater Forum Schwechat geführt. Mindestens zwei Eigenproduktionen mit meist zeitgenössischen Stücken bzw. Uraufführungen im Frühjahr und einer Klassikerinszenierung im Herbst stehen jährlich auf dem Spielplan. Ein Kinder- und Jugendtheaterprogramm sowie themenbezogene Veranstaltungsschwerpunkte („Europäische Theaterwoche“, „Theaterszene NÖ“, „Slowakisches Dramatikertreffen“ u. a.) ergänzen das Angebot.
Das Theater arbeitet projekteweise international, indem Koproduktionen mit nationalen und internationalen Partnern durchgeführt werden (z. B. 2006 die Produktion „Die gesammelten verloren geglaubten Werke von Samuel Beckett...“ mit MASKéNADA, einer freien Gruppe darstellender und visueller Künstler, aus Luxemburg). Auch das „Schwechater Satirefestival“, das seit 2002 zu einem Fixpunkt im Veranstaltungskalender der Region geworden ist, trägt diesem internationalen Anspruch Rechnung und zeigt Gastspiele von nationalen und internationalen Satirikern, Kabarettisten und Theatern. Die Spielsaison des Theater Forum Schwechat dauert von Mitte September bis Mitte Juni.
Das Theater Forum Schwechat hat seit 2001 das Programmangebot deutlich erweitert und seinen Anspruch erhöht.
Das Theater Forum Schwechat bietet seinem Publikum Abonnements in verschiedenen Kategorien an. Kabarettabo, Theaterabo, Premierenabo erfreuen sich einer wachsenden Zuschauerzahl, die Angebote laufend erweitert und durch Einzelvorstellungen ergänzt.

## Wichtige Uraufführungen
- „Die Verdienten“ (Auftragswerk) von Wolfgang Kindermann (Nov. 2003)
- „Sam oder nicht Sam“ (Auftragswerk) von Daniel Glattauer (März 2004)
- „Paganini und die Überschwemmten von St. Etienne“ von Doris Kloimstein (Sept. 2004)
- „Pantalon und Columbine“ Pantomime von W. A. Mozart, rekonstruiert und neu komponiert von Johannes Holik, Libretto und Regie von Milan Sládek. Aufführungsorte in Österreich: Jugendstiltheater Wien, Schloss Rothmühle Schwechat (Freilicht) (Sommer 2006). Gastspiele in Deutschland, Spanien und in der Slowakei.
- „Wir sind so frei“ (Auftragswerk) von Elke Papp (März 2007)
- „Tellerstücke“ - Autorenprojekt. 8 Kurzstücke (Auftragswerke) von 8 Autoren an 8 Spielorten des Theaters. Stücke von Daniel Glattauer, Andre Blau, Nadja Bucher, René Freund, Wolfgang Kindermann, Doris Kloimstein, Valter Rado und Didi Sommer. (April 2008)
- „Slowakisches Institut. Eine Satire auf zwei Städte in weiter Ferne so nah.“ von Michal Hvorecký (März 2009)
- „Single mit 4 Frauen“ Eine Komödie von I Stangl und Hannes Vogler (März 2011)
- „BÜRO BRUTAL. EINE KOMÖDIE.“ von I Stangl und Hannes Vogler (März 2013 in Linz), Koproduktion mit der AKOÖ
- „Ein Grund zur Sorge“ Eine Satire von Nadja Bucher und Benedict Thill (Mai 2014)
- „Direktor Serenelli und das Schaugeschäft“ Eine Komödie von Johannes C. Hoflehner und Olivier Lendl